# Jüngerer Meister der Heiligen Sippe

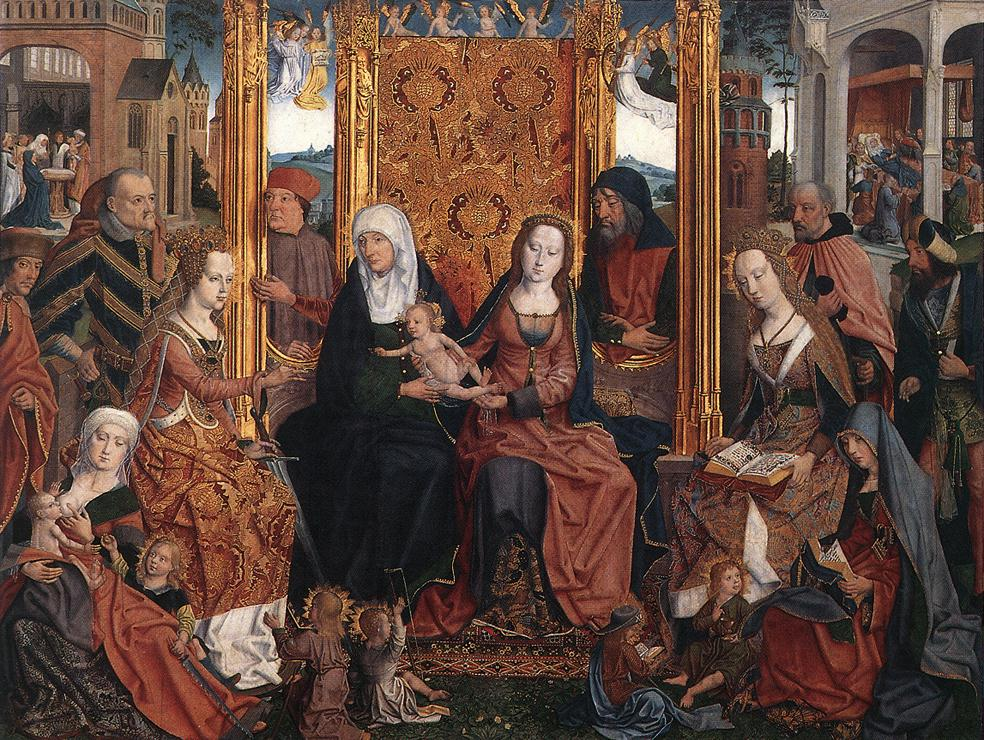
Heilige Sippe: Mitteltafel des namenstiftenden Altars aus dem Wallraf-Richartz-Museum

Der Jüngere Meister der Heiligen Sippe war ein Maler des Spätmittelalters, der zwischen 1475 und 1515 in Köln tätig war und als einer der herausgehobenen Vertreter der spätgotischen Kölner Malerschule gilt. Da er bisher nicht identifiziert werden konnte, trägt er einen Notnamen. Das namensgebende Werk, das heute im Wallraf-Richartz-Museum steht, ist ein um 1503 geschaffenes Triptychon, dessen Mitteltafel die Heilige Familie (Sippe) zeigt. Um den jüngeren Sippe-Meister von einem anderen Maler zu unterscheiden, der zwischen 1410 und 1440 ebenfalls in Köln tätig war und dabei auch einen Altar der heiligen Sippe gemalt hat, hat jener den Notnamen Meister der Heiligen Sippe der Ältere erhalten.

## Leben
Dem jüngeren Sippenmeister wird auf Basis von stilistischen Kriterien ein umfangreiches und vielfältiges Werk zugeschrieben. Dazu gehören kleine Andachtsgemälde, Porträts und große Altarbilder, aber auch die Kartons für Glasmalereien, darunter den für das typologische Christgeburtfenster im nördlichen Langschiff des Kölner Domes. Mit seinem breitgefächerten Werk darf der jüngere Sippenmeister zu den prägenden Künstlergestalten der Kölner Malerschule in der Spätgotik gerechnet werden. Offenbar führte der Meister „eine der größten und renommiertesten Werkstätten in der Zeit um 1500.“ Aus seinen Werken wurde rekonstruiert, dass er zwischen etwa 1450 und 1516 gelebt haben dürfte. Es wurde der Vorschlag gemacht, ihn mit Lambert von Luytge, einem angesehenen Kölner Maler zu identifizieren. Dieser war 1508 als Stadtmaler der Stadt Köln tätig und mit Wahrscheinlichkeit beauftragt, die Motive für die Domfenster im nördlichen Seitenschiff zu entwerfen. Da er während der Arbeit verstarb, wurde das Werk vermutlich von Meister Clais fortgesetzt, der ihm im Amt des Stadtmalers folgte. Damit wäre Clais als der Meister von Sankt Severin zu identifizieren. Die Hypothese gilt als denkbar, hat sich bisher aber nicht weiter erhärten lassen.
Eine stilkritische Betrachtung legt nahe, dass der jüngere Sippenmeister in der Werkstatt des Meisters der Verherrlichung Mariae tätig war und dort die Tradition der Kölner Malerschule in der Nachfolge Stefan Lochners kennengelernt hat. Seine frühen Werke sind von einer lichten und farbhellen Palette geprägt. Offenbar ist es ihm früh gelungen, eine Werkstatt aufzubauen; bereits bei seiner 1486 geschaffenen Gregorsmesse ist in größerem Umfang Gesellenarbeit nachweisbar. Mit der Vollendung des Richtericher Altars gelang dem jüngeren Sippenmeister „kühn der Schritt zur kirchlichen Hochkunst“; üblicherweise gilt dieses um 1490 entstandene Werk als Abschluss seiner ersten Werkphase.
Vermutlich durch eine Reise in die Niederlande veränderte sich der Malstil des Meisters deutlich. In der Rezeption der Altniederländischen Malerei nutzte der jüngere Sippenmeister seit 1490 eine insgesamt dunklere Farbstimmung mit einem rot grundierten Kolorit, die eine höhere Plastizität der Figuren erlaubte. Die Details wurden ihm wichtiger und seine Werke zeigen ausgeprägteren Realismus. Darin wurde der jüngere Sippenmeister offenbar von Malern wie Joos van Wassenhove und Hugo van der Goes beeinflusst. Von ihnen inspiriert gelangen dem Sippenmeister ein auf Betrachtungstiefe angelegter Bildaufbau, umfassendere Landschaftsbilder und eine plastischere Personendarstellung. Als frühestes Werk seiner zweiten Schaffensperiode gilt das Epitaph des Priesters Jacob Udeman von Erkelenz aus dem Jahr 1492.
Zu Beginn des 16. Jahrhunderts gehörte der jüngere Sippenmeister zusammen mit dem Bartholomäus-Meister zu den prägenden Künstlern der Kölner Malerschule. Die Werke beider lassen eine gegenseitige Beeinflussung erkennen, ohne dass sich für sie bisher eine Chronologie hätte erarbeiten lassen. Stilistischer Einfluss als auch die Übernahme von Bildideen legen die Vermutung nahe, dass der Meister des Aachener Altars in der Werkstatt des Sippenmeisters ausgebildet worden ist.

## Werke

### Altar der Heiligen Sippe
| Altar der Heiligen Sippe      | Altar der Heiligen Sippe         |
| ----------------------------- | -------------------------------- |
| Ansicht in geöffnetem Zustand | Ansicht im geschlossenen Zustand |

Das Altarbild, das den Notnamen des jüngeren Sippenmeisters begründet hat, wurde um 1503 gemalt. Es ist eine Stiftung von Nicasius Hackeney (um 1460 bis 1518), einem Kölner Patrizier, der als Bankier und Goldschmied tätig war und zu den Finanziers Kaiser Maximilians zählte. Gleichzeitig war er mit herausgehobenen Funktionen in der Habsburger Finanzverwaltung betraut und als Mitglied der Reichshofkammer tätig. Er hat Maximilian in wichtigen diplomatischen Missionen vertreten und für diesen ausgedehnte Reisen unternommen. Für den Kaiser errichtete Nicasius Hackeney am Neumarkt einen Renaissancehof, der dem Kaiser als Pfalz und Hackeney selbst als Wohnhaus diente. Das schlossähnliche Gebäude musste 1928 abgerissen werden, nachdem es ab dem 19. Jahrhundert verfallen war. Hackeney war einer der reichsten Kölner Bürger und ist als „Fugger von Köln“ bezeichnet worden.
Anlass der Altar-Stiftung war der Tod von Hackeneys Frau, Guetgin van Merle, Tochter des Kölner Bürgermeisters van Merle, die 1502 nach nur dreijähriger Ehe vermutlich an der Pest gestorben ist. Der Altar aus Eichenholz, dessen Mitteltafel 144 mal 187 Zentimeter groß ist, stand ursprünglich im Dominikanerinnenkonvent St. Achatius, Köln, dem Elisabeth Hackeney, die Schwester des Stifters, angehörte.
Der geöffnete Altar zeigt als Triptychon auf der Mitteltafel die namensgebende Heilige Sippe und auf den Flügeln die beiden Stifter, Nicasius Hackeney und seine Frau Guetgin van Merle. Auf der Mitteltafel hat der Künstler im Halbkreis Anna selbdritt – also die Heilige Anna, die Gottesmutter Maria und das Jesuskind – sowie die heilige Katharina von Alexandrien und die Heilige Barbara versammelt. Im Vordergrund sind die beiden Halbschwestern Marias, Maria Kleophas und Maria Salome, mit ihren Kindern abgebildet. Hinter ihnen stehen Joseph und Joachim. Als Zentrum des Bildes hat der Künstler einen prunkvollen Thron mit vier goldenen Säulen und einem goldgewirkten Brokat-Teppich als Rückwand entworfen. Dort stellt er Anna, die Gottesmutter Maria und Jesus in einer Dreieckskomposition dar. Ein Ringtausch zwischen dem Jesuskind und Katharina darf als mystische Vermählung und als Symbol für die geistige Vermählung einer Ordensfrau mit Christus interpretiert werden. Auf den Außenflügeln werden die Stifter von ihren Namenspatronen – dem heiligen Nicasius und dem heiligen Rochus auf dem linken Flügel und der heiligen Gudula mit der heiligen Elisabeth von Thüringen auf dem rechten Flügel – empfohlen. Stifter und Patrone sind auf einer detailreichen Phantasielandschaft arrangiert, die Städte, Häfen und Gebirgszüge zeigt. Im Hintergrund werden in vier kleinen Szenen Begebenheiten aus dem Marienleben dargestellt: Christi Geburt, die Darbringung im Tempel, der Tod Mariens und Maria Himmelfahrt.
Die Außenseiten des Altars zeigen die Familie des Stifters Nicasius Hackeney, seine Eltern und seine Geschwister. Auf der linken Seite sind die männlichen Angehörigen versammelt, begleitet vom heiligen Achatius von Byzanz mit zehn seiner Gefährten und auf der rechten Seite die weiblichen Angehörigen unter der Obhut der Heiligen Cäcilia, Gudula, Helena und Catharina. Alle Protagonisten tragen aufwändige, fast höfische Kleidung nach burgundischer Mode, die bis um 1505 in Köln stilprägend war, aber danach vergleichsweise zügig durch eine schlichtere, schwarze Kleidung deutscher Provenienz abgelöst wurde.

### Altar der Sieben Freuden Mariens

Altar der Sieben Freuden Mariens (geöffnet)
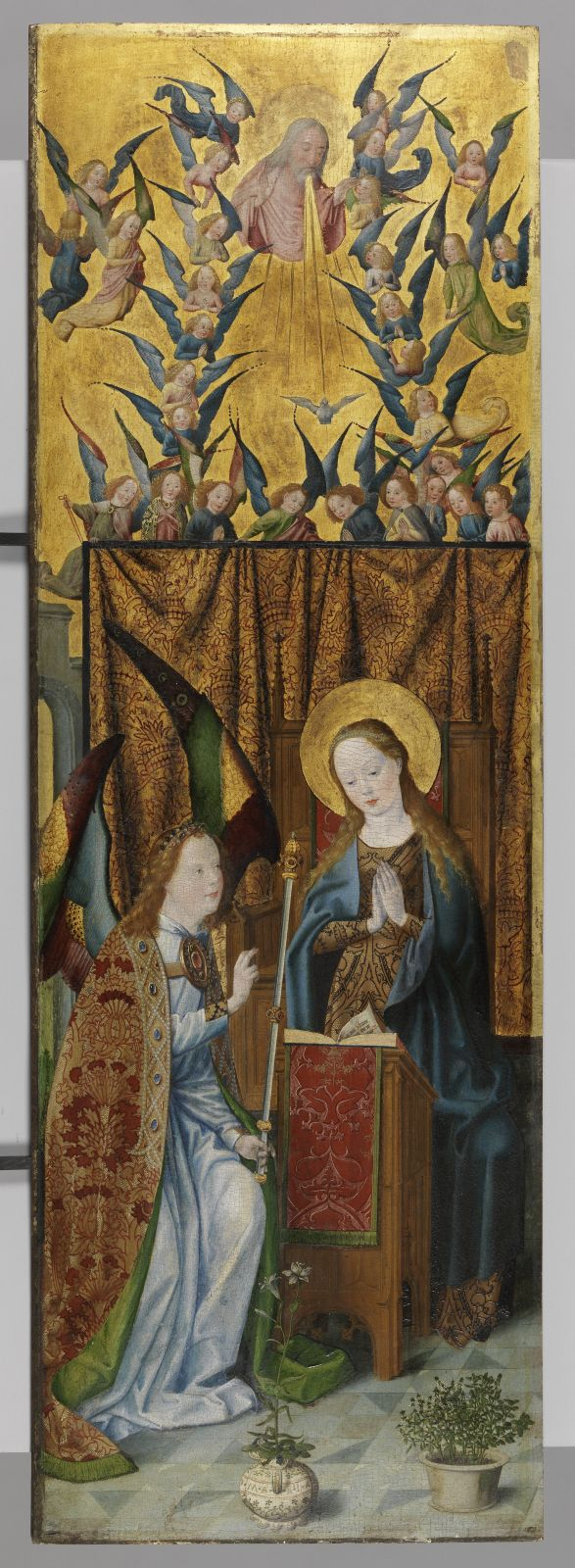
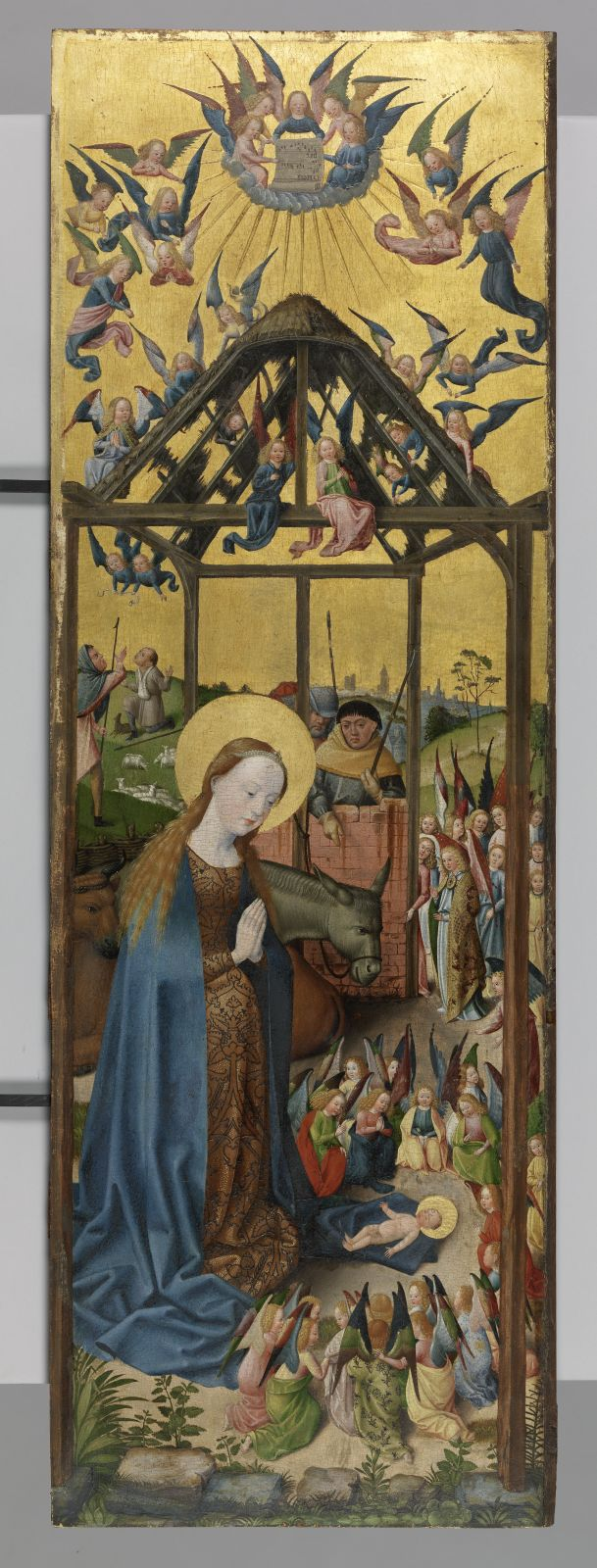
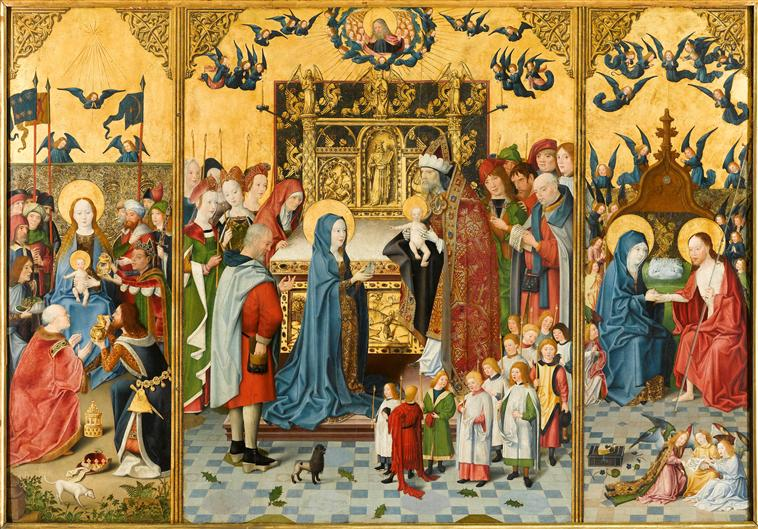
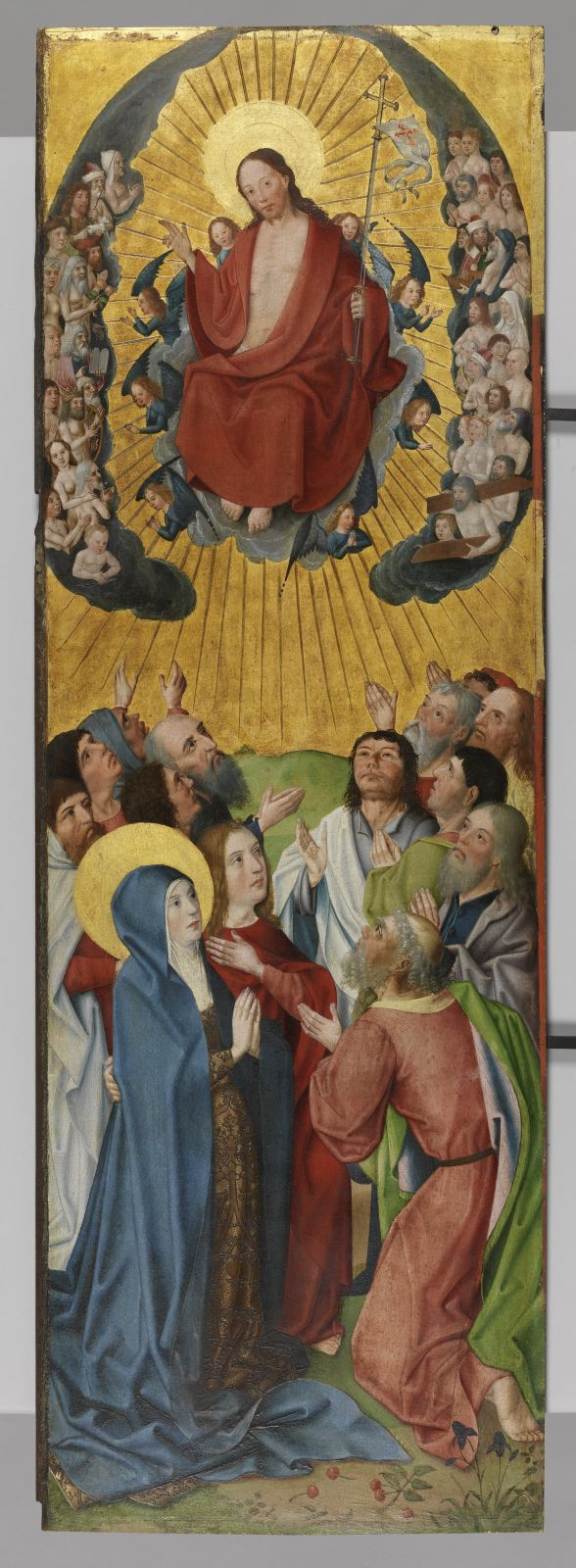
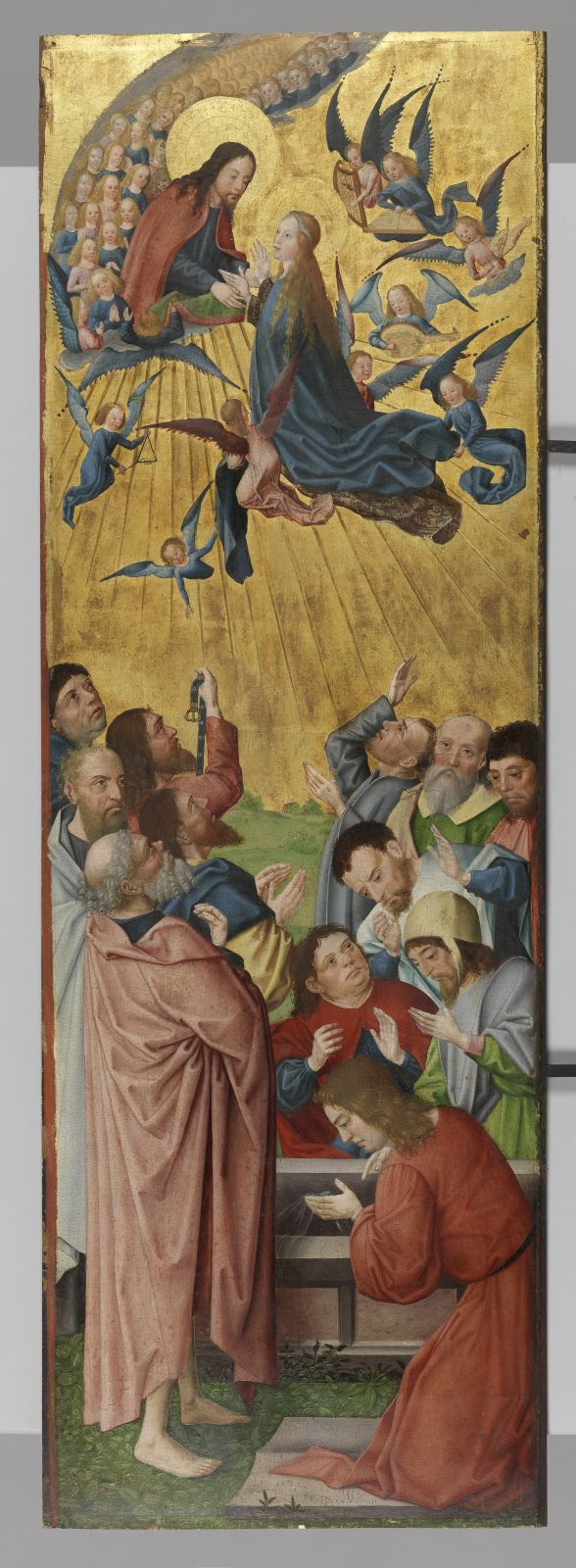

Das Altarbild der Sieben Freuden Mariens zeigt das Motiv der Maria Lätitia, eine im Mittelalter populäre Vorstellung, die den Gegenpol zum Gedächtnis der Schmerzen Mariens bilden sollte. Das Werk stammt aus der ersten Schaffensphase des jüngeren Sippenmeisters, in der er noch deutlich von Stefan Lochner und der Tradition der Kölner Malerschule beeinflusst ist. Es wurde um 1480 geschaffen und im Benediktinerkloster der Makkabäer in Köln aufgestellt. Die Mitteltafel mit den Maßen 127 mal 182 Zentimeter befindet sich heute im Louvre, die Flügel im Germanischen Nationalmuseum, Nürnberg. Eine der äußeren Tafeln ist verloren gegangen.
Der geöffnete Altar zeigt die freudvollen Momente aus dem Leben Mariens: links die Verkündigung, die Geburt Christi und die Anbetung der Könige, auf der Mitteltafel die Darbringung im Tempel, rechts schließlich die Erscheinung Christi bei der Jungfrau, Christi Himmelfahrt und Mariae Himmelfahrt. Der Künstler hat für das zentrale Motiv der Darbringung im Tempel einen aufwändig verzierten, goldenen Altar abgebildet, in dem als Relief mehrere Szenen aus dem Alten Testament – unter anderem Moses mit den Gesetzestafeln, Kain und Abel und die Arche Noah – abgebildet sind. Die Protagonisten tragen elegante, höfische Kleidung. Mit Sorgfalt hat der Maler auch den Hintergrund gestaltet: der geflieste Boden auf der Mitteltafel schafft eine dreidimensionale, räumliche Tiefe. Der Bildhintergrund ist dagegen im hochgotischen Stil als Goldgrund gehalten, vor dem zahlreiche Engel erscheinen.
Im geschlossenen Zustand bildet der Altar Szenen aus der Leidensgeschichte Jesu ab: In der oberen Hälfte zeigen die Altarflügel Jesus vor Pontius Pilatus, die Dornenkrönung und den Kreuzweg; in ihrer unteren Hälfte die Kreuzannagelung Christi, die Beweinung und die Apostel vor dem leeren Grab.

Altar der sieben Freuden Mariens (geschlossen)
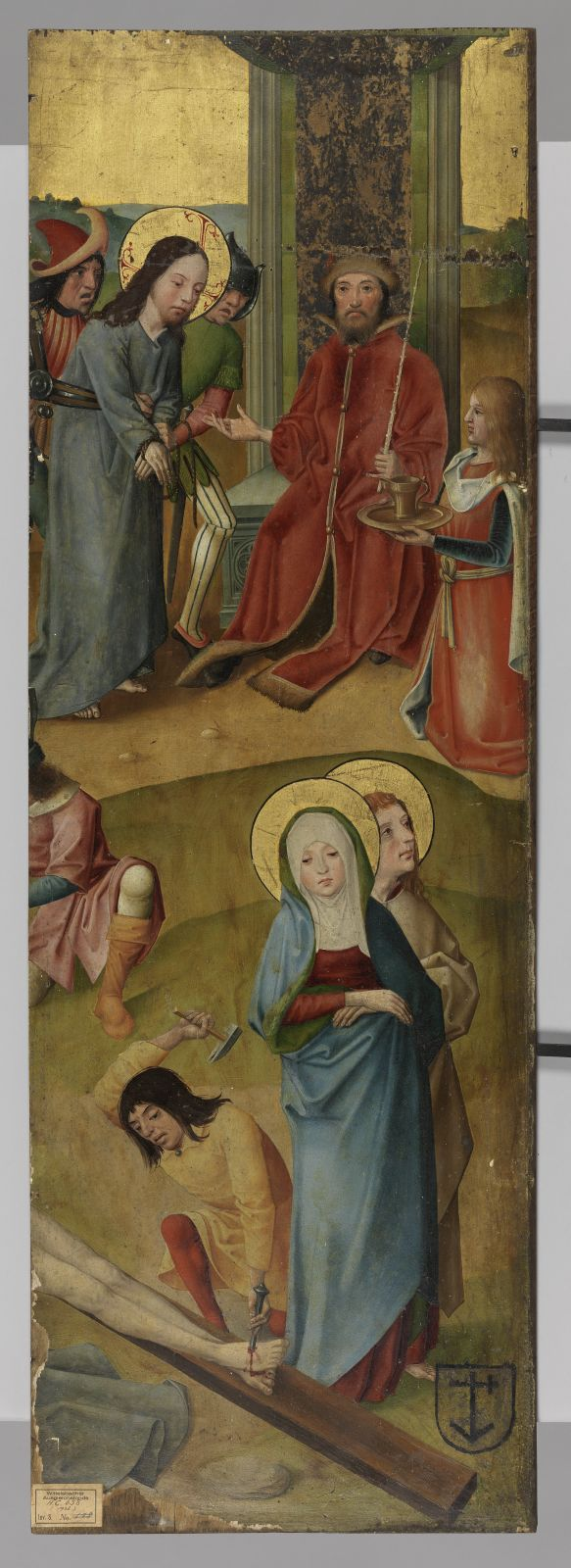
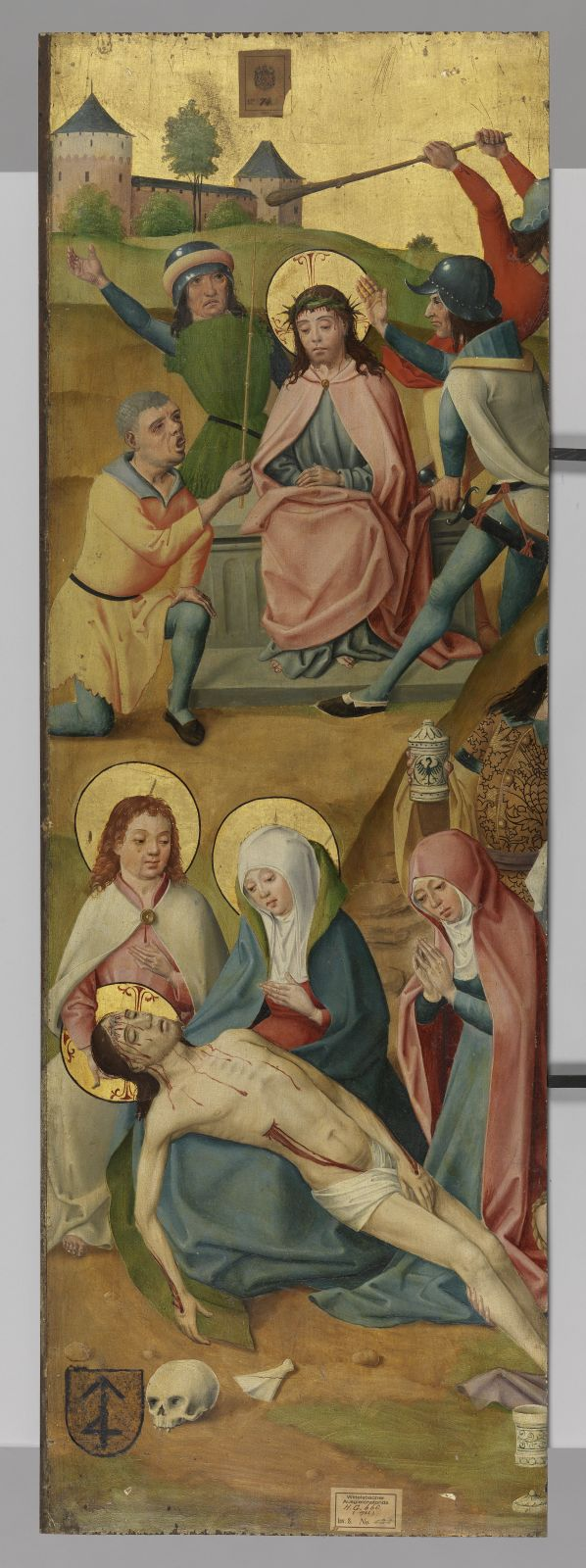
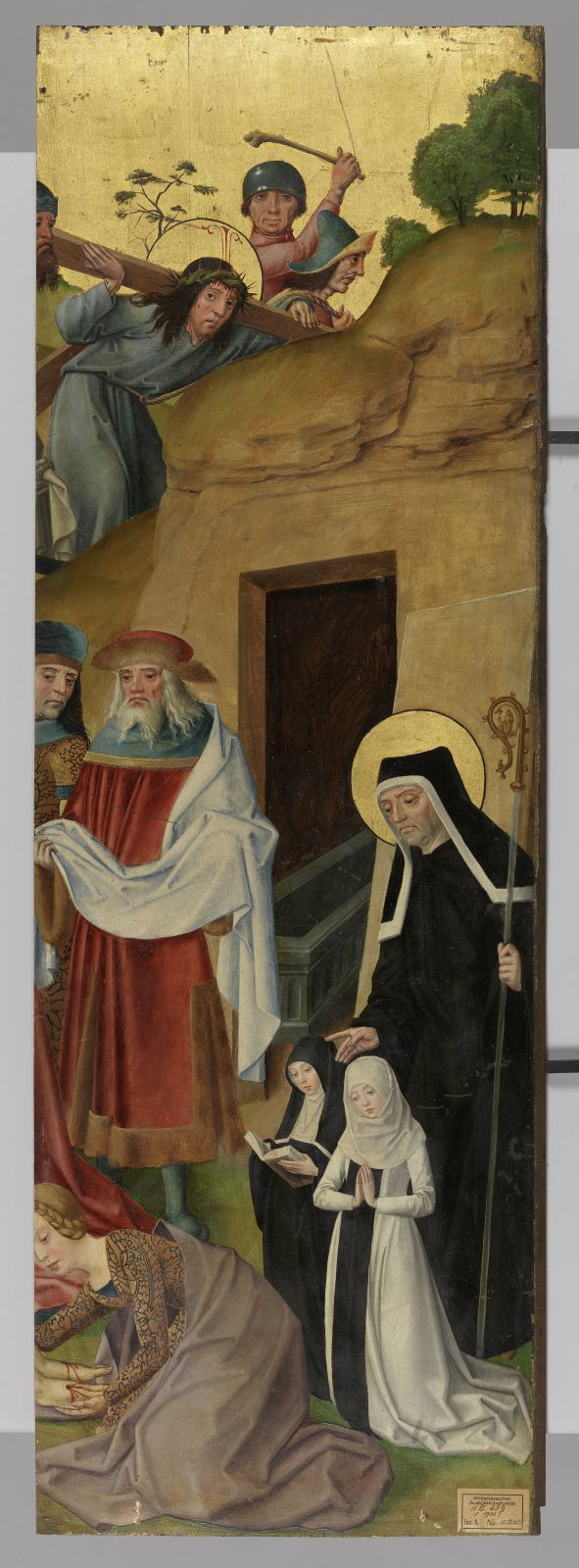

### Fürbittebilder

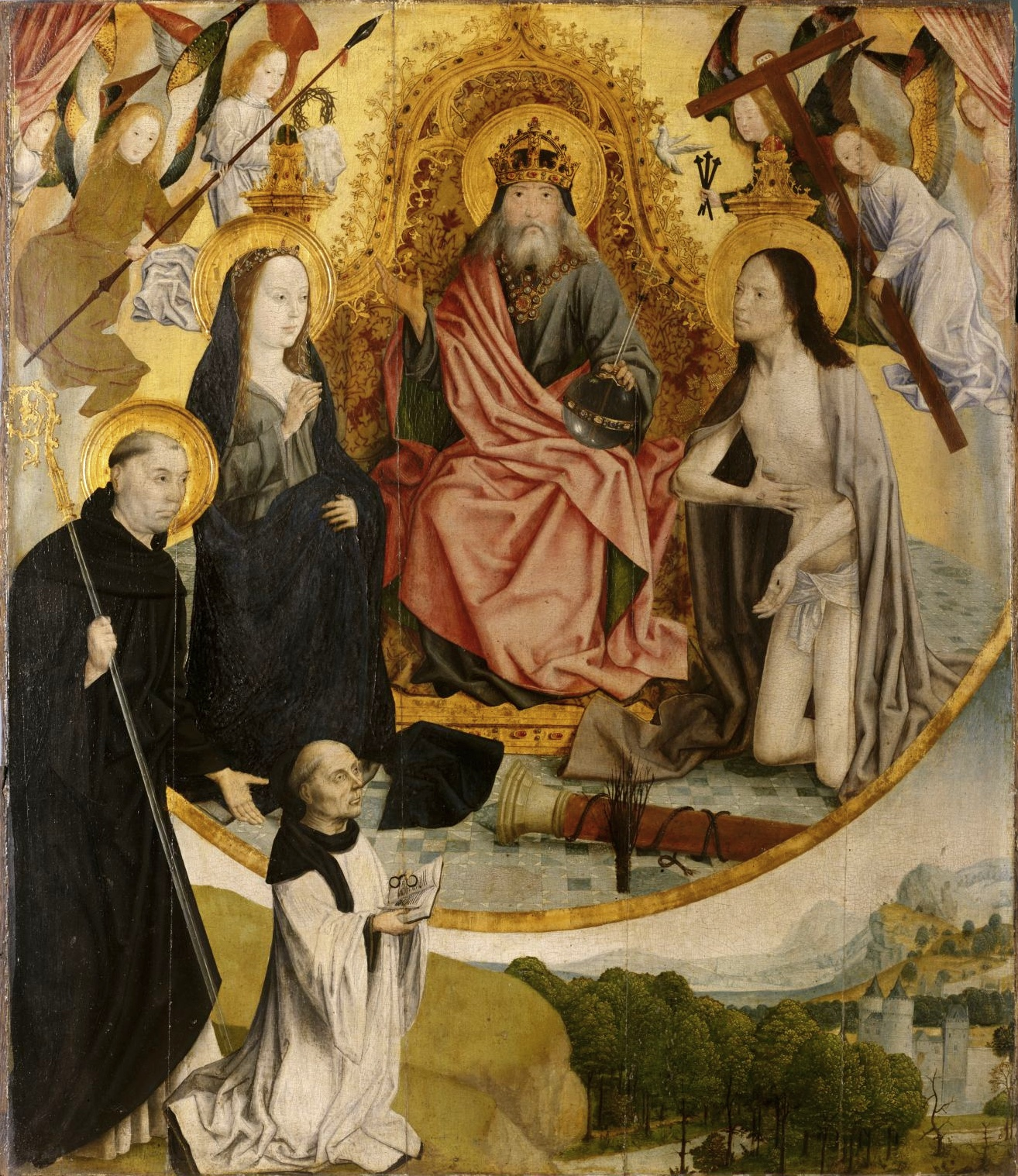
Epitaph des Jakob Udemann (1492)

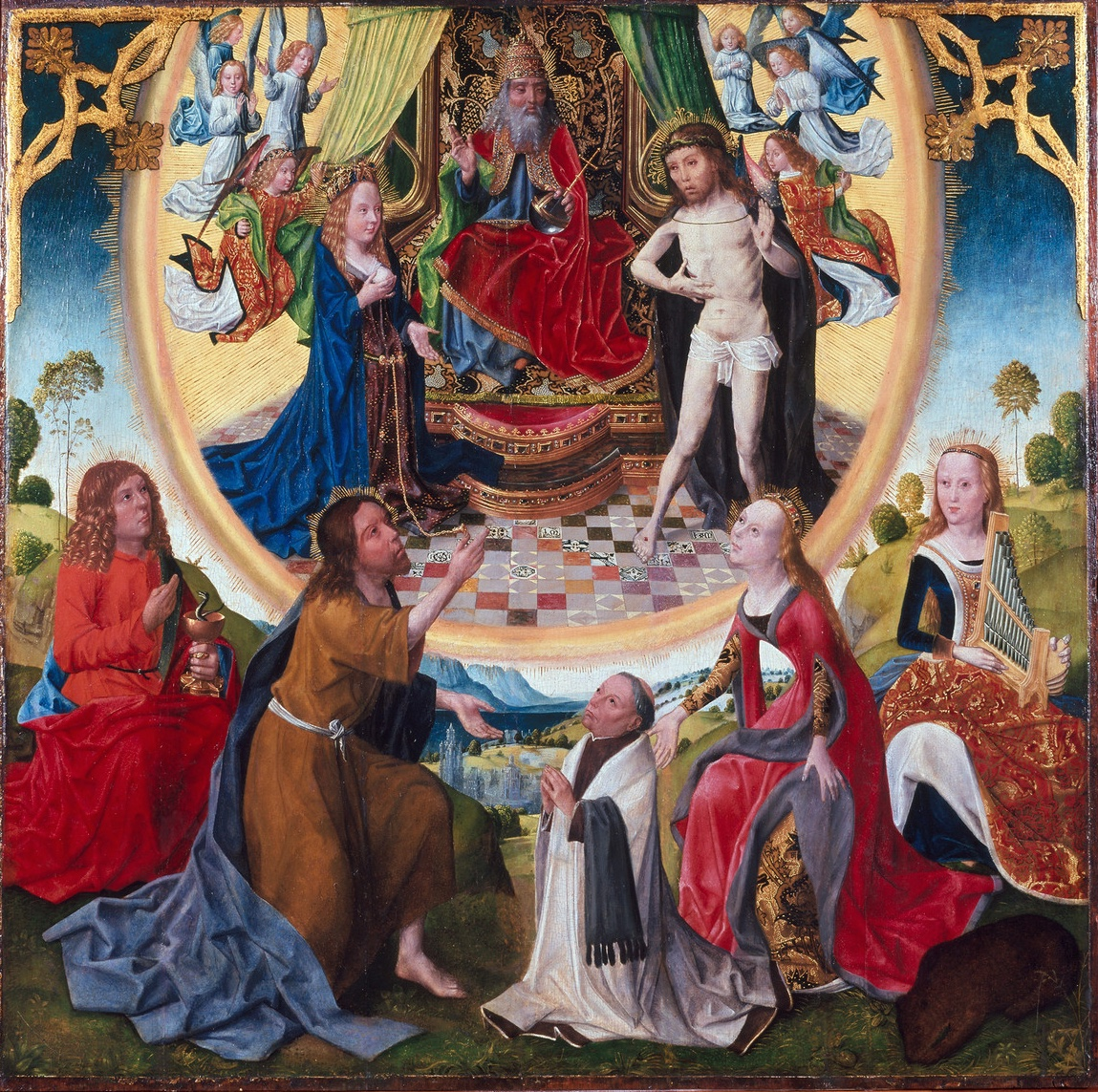
Fürbittebild mit geistlichem Stifter (um 1475)

Das Fürbittebild mit geistlichem Stifter ist ein frühes, vermutlich um 1470/75 entstandenes Werk des jüngeren Sippenmeisters. Es wurde auf Eichenholz im Format 98 mal 99 Zentimeter gemalt und in St. Kolumba, Köln aufgestellt. Heute ist es im Bestand des Wallraf-Richartz-Museums. Auf den Fliesen, zwischen Christus und Maria, lässt sich das Monogramm IM erkennen.
Das Epitaph des Jakob Udemann van Erkelenz hat der jüngere Sippenmeister 1492 geschaffen; es ist das einzige Werk des Künstlers, das eindeutig zeitlich zu ankern ist, weil das Todesdatum des Stifters Jakob Udemann dokumentiert ist. Das Werk auf Eichenholz im Format 72 mal 62 Zentimeter war ursprünglich in St. Stephanus in Walhorn (Eupen) aufgestellt; heute befindet es sich im Germanischen Nationalmuseum, Nürnberg.
Beide Fürbittebilder stellen die sogenannte Heilstreppe dar: der Stifter wird von einem Heiligen empfohlen und sein Gebet wird somit von der Gottesmutter erhört. Diese übermittelt das Gebet zu Christus, der es wiederum bei Gottvater vorträgt. Der Stifter befindet sich in einer Landschaft, die mit Horizont und realistischer Bildtiefe gestaltet ist. Die himmlische Welt ist davon durch eine goldene Scheibe abgesetzt. Kolorit und Landschaftsdarstellung lassen die künstlerische Entwicklung des jüngeren Sippenmeisters exemplarisch erkennen. Die ältere Tafel aus der ersten Schaffensperiode zeigt eine helle, bunte Farbigkeit; die Landschaft öffnet einen Horizont, ist allerdings deutlich idealisiert dargestellt. Das Udemann-Epitaph aus der zweiten Schaffensperiode lässt einen stärkeren flämischen Einfluss erkennen. Das Kolorit ist rot grundiert; die Landschaft zeigt ausgeprägtere Liebe zum Detail und erzeugt daher einen realistischeren Eindruck.

### Gregorsmesse

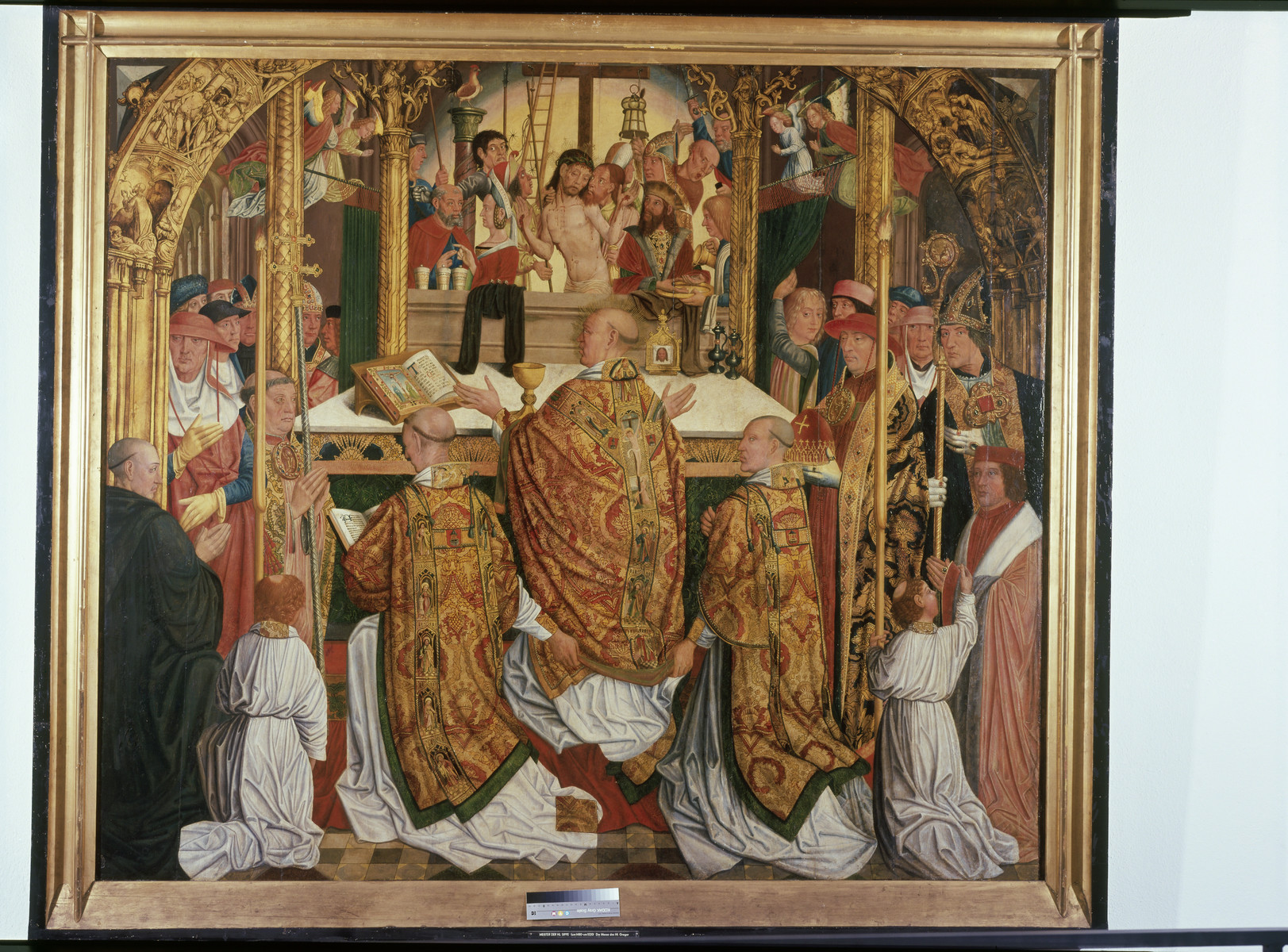
Gregorsmesse (Heisterbach)

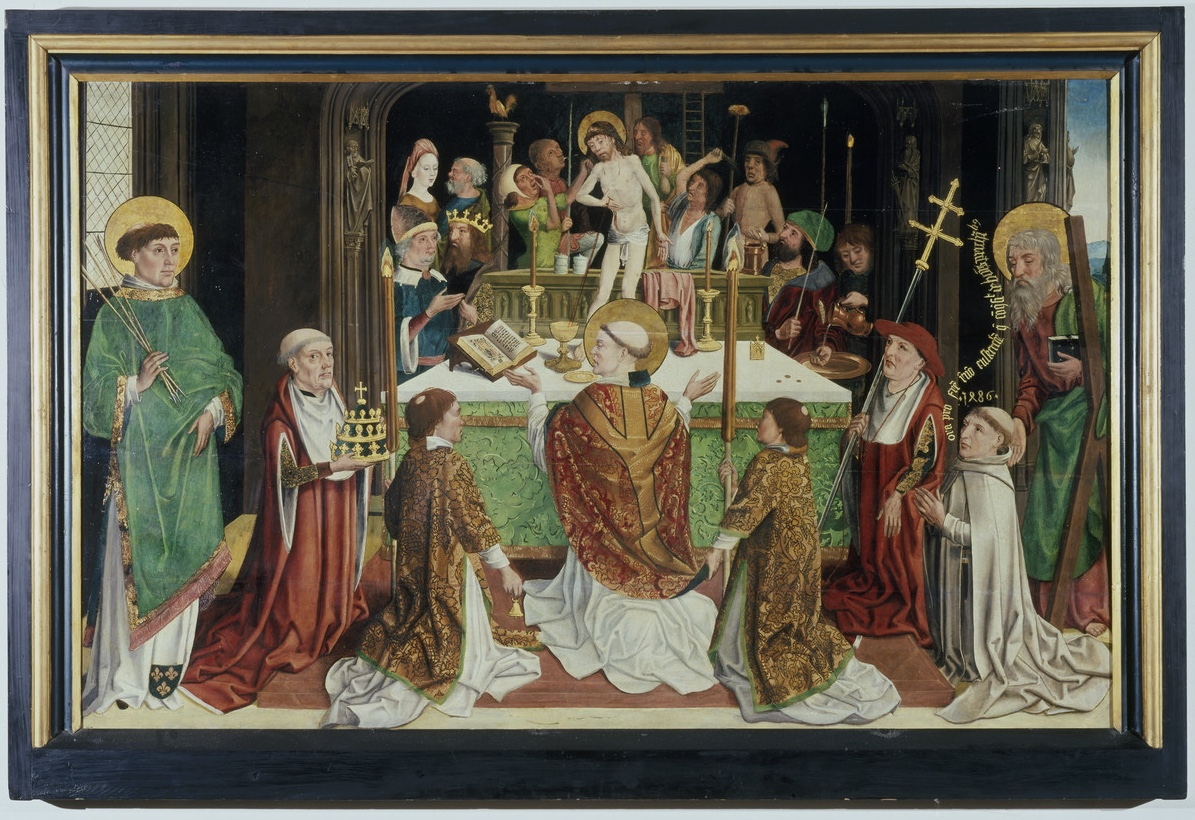
Gregorsmesse (Utrecht)

Der jüngere Sippenmeister hat das Motiv der Gregorsmesse mehrfach in seinen Werken dargestellt. Heute werden ihm drei Gregorsmessen zugeschrieben. Die älteste bekannte Fassung datiert aus den Jahren 1460 bis 1480 und befindet sich im Kolumba-Museum in Köln. Eine Fassung von 1486 befindet sich heute im Rijksmuseum Het Catharijneconvent in Utrecht. Die dritte Gregorsmesse wurde um das Jahr 1495 für die Kirche der alten Zisterzienserabtei von Heisterbach geschaffen.
Bei der Gregorsmesse handelt es sich um ein Motiv der christlichen Ikonographie, die in der zweiten Hälfte des 15. Jahrhunderts populär war. Der Legende nach soll vor Papst Gregor I. während der Messe Christus als Schmerzensmann leibhaftig erschienen sein, um damit Zweifel an der Transsubstantiation, der Wandlung der eucharistischen Gestalt von Brot und Wein in Leib und Blut Christi, zu widerlegen. Der jüngere Sippenmeister zeigt die Zelebranten im Vordergrund in kostbaren Gewändern, die mit hoher Stofflichkeitsillusion dargestellt sind. Der Schmerzensmann erscheint auf oder hinter dem Altar und in der Utrechter Fassung rinnt ein Blutstrahl in den Kelch.

### Sebastian-Altar

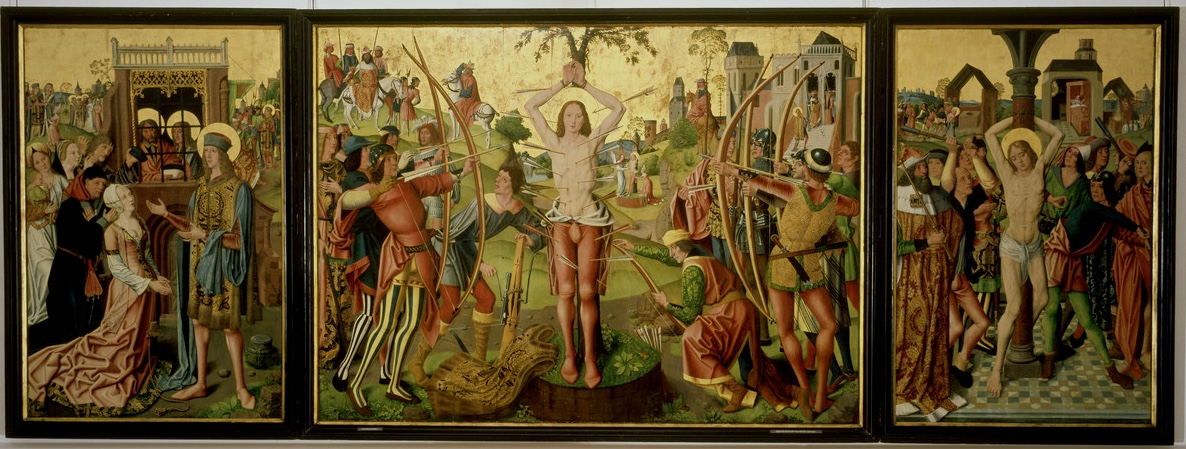
Sebastian-Altar

Der Sebastian-Altar (auch Geschichte des Heiligen Sebastian) wurde um 1493/94 als Retabel aus Eichenholz für den Augustiner-Eremiten-Konvent Sankt Antonius in Köln geschaffen. Das Werk, dessen Mitteltafel die Größe von 186 mal 257 Zentimetern misst, befindet sich heute im Kölner Wallraf-Museum. Es zeigt verschiedene Szenen aus dem Leben des heiligen Sebastian: Der linke Flügel bildet Sebastians Belehrungstätigkeit, die Mitteltafel die Marter und der rechte Flügel den Tod des Heiligen ab.
Die Abbildung auf dem linken Flügel zeigt den Soldaten Sebastian, der seine Glaubensbrüder Marcus und Marcellus auf dem Weg ins Gefängnis oder zur Hinrichtung ermuntert; eine Frau kniet vor dem Heiligen. Auf der Mitteltafel wird Sebastian an eine Säule gefesselt und von Pfeilen durchbohrt. Dahinter rechts wird simultan gezeigt, wie der Heilige von seinen Martern auf wundersame Weise geheilt wird. Auf dem rechten Flügel wird Sebastian an eine Säule gebunden gezeigt, an der er zu Tode geprügelt wird. Im Hintergrund links wird der Leichnam in die Cloaca Maxima der Stadt Rom geworfen. Daneben ist ein Badehaus abgebildet. Einzelne Figuren sind besonders körperlich dargestellt. So zeigt die Frau, die Sebastian auf dem linken Flügel anspricht, ihre entblößten Brüste. Auf der Mitteltafel, besonders aber auch auf dem rechten Flügel zeigt die Gestalt des Sebastian eine sehr explizite Darstellung. Das hat wiederholt zur Deutung geführt, dass die Stiftung des Altars ursprünglich einen paganen Hintergrund hatte.

### Beschneidung Christi

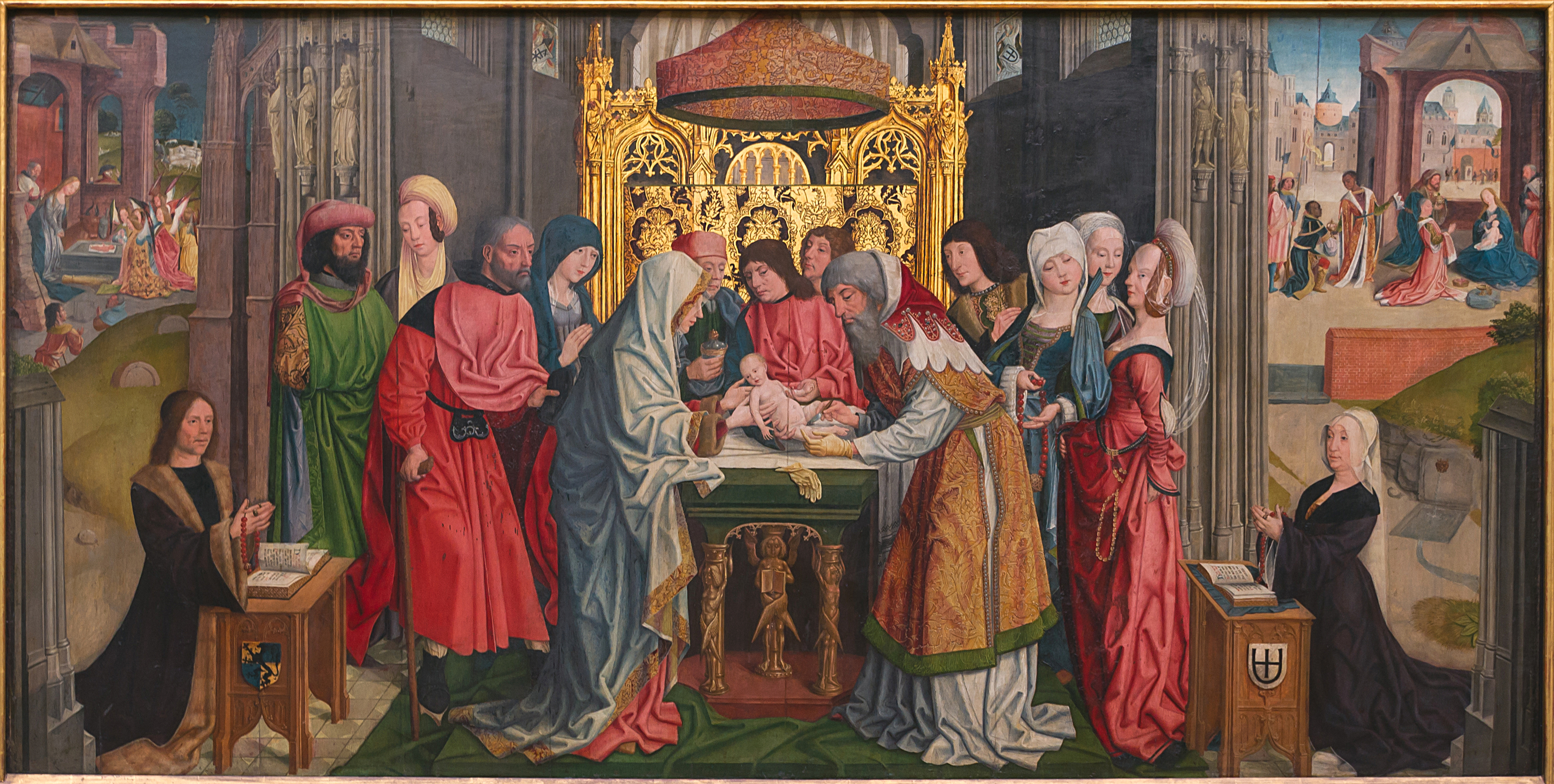
Beschneidung Christi

Die Beschneidung Christi gilt zusammen mit dem Altar der Heiligen Sippe als „Meisterwerk der reifen Schaffensphase“. Dieses Altarbild wurde ursprünglich vom Stadtrat Johann von Questenburg und seiner Frau der Kölner Kirche St. Kolumba gestiftet und gelangte später in die Alte Pinakothek nach München. Die beiden Protagonisten Maria und der Hohepriester, die sich auf die Beschneidung vorbereiten, sind von einer größeren Anzahl feierlich gekleideter Personen umgeben. Bemerkenswerterweise liegt im Bildmittelpunkt ein gelber Handschuh in vollendeter Stofflichkeitsillusion über der Altarkante. Die Szene zeigt der Maler in einem Tempel mit Säulen, auf denen in Grisaille-Technik einzelne Statuen dargestellt sind. Die beiden Stifter sind betend auf einer Kniebank rechts und links der Szene abgebildet und mit ihren jeweiligen Wappen identifiziert. Im Mittelgrund zeigt der Maler zwei Innenhöfe, in denen links die Geburt Christi und rechts die Anbetung der Könige dargestellt sind.

### Weitere Werke
- Maria auf der Mondsichel mit Heiligen und der Familie des Grafen Gumprecht.[24] Das Retabel mit einem erhöhten Mittelaufbau wird auf das Jahr 1484 datiert, das Todesjahr des Stifters Graf Gumprecht. Wallraf-Richartz-Museum, Köln.
- Mitteltafel des Niederspayer Passionsaltars, seit 2024 im Mittelrhein-Museum Koblenz.[25]
- Richterich-Altar. Etwa 1490 für die Pfarrkirche St. Martinus in Aachen-Richterich geschaffen. Heute aufgeteilt: Innenflügel in der Indiana University Bloomington, Außenflügel in Privatbesitz.[26]
- Altarflügel mit den Martyrien der Heiligen Quirinus und Balbina. Suermondt-Ludwig-Museum, Aachen.[27]
- Beweinung Christi mit Stifterin, um 1483/1485 für St. Cäcilia, Köln geschaffen. Wallraf-Richartz-Museum, Köln.[28]
- Anbetung der Könige, Flügel eines verlorenen Altars, um 1490, New York, Metropolitan Museum of Art.[29]